# Thèmes 64
Thèmes 64 założony w 1956 roku w Paryżu francuski kwartalnik o tematyce szachowej. założony przez Camila Senekę. Był poświęcony kompozycji szachowej. Pismo jest organem stowarzyszenia "Les amis du problème d'échecs". Od 1977 roku redaktorem naczelnym pisma jest F. Fargette.